# Halichoeres bleekeri
Halichoeres bleekeri (Steindachner & Döderlein, 1887) è un pesce di acqua salata appartenente alla famiglia Labridae.

## Distribuzione e habitat
È una specie demersale che proviene dall'oceano Pacifico, in particolare dalle Filippine al Giappone. Nuota nelle zone ricche di vegetazione acquatica, di solito con fondali rocciosi, talvolta anche nelle barriere coralline.

## Descrizione
Presenta un corpo allungato e leggermente compresso lateralmente; la testa ha un profilo appuntito. La lunghezza massima registrata è di 12,2 cm. 
Come in molte altre specie del genere Halichoeres, il dimorfismo sessuale è abbastanza marcato, e i maschi adulti hanno una colorazione arancione a linee verdi irregolari. Le femmine sono più piccole, giallastre sul dorso e grigiastre sul ventre. La pinna caudale non è biforcuta, la pinna dorsale e la pinna anale sono basse e lunghe.

## Biologia
Sconosciuta.

## Conservazione
Questa specie viene classificata come "dati insufficienti" (DD) dalla lista rossa IUCN perché è poco conosciuta ma è potenzialmente a rischio a causa del degrado del suo habitat.